# 에밀리 카마이클
에밀리 카마이클(영어: Emily Carmichael, 1982년 1월 27일 ~ )은 미국의 영화 감독, 각본가이다. 선댄스, 트라이베카, 사우스 바이 사우스웨스트 등지의 유수 영화제에 단편 영화를 여럿 출품하였다.

## 출연 작품
- 쥬라기 월드: 도미니언 (2022)
- 퍼시픽 림: 업라이징 (2018)
- RPG OKC (2012)
- 리도 앤 Ix 파이트 몬스터스 (2010)
- 더 어드벤쳐 오브 리도 앤 Ix (2009)